# Еззакі Баду
Еззакі Баду (араб. بادو الزاكي 2 квітня 1959, Сіді-Касем, Марокко) — марокканський футболіст, воротар. По завершенні ігрової кар'єри — тренер.
Виступав, зокрема, за клуби «Відад» (Касабланка) та «Мальорка», а також національну збірну Марокко.
Учасник чемпіонату світу 1986 року, на якому збірна Марокко стала першою серед африканських команд, що вийшла в 1/8 фіналу. Бронзовий призер Кубка африканських націй 1980 року, учасник Кубків африканських націй,1986, 1988 і 1992 років та літніх Олімпійських ігор 1984 року.
Як гравець Еззакі Баду став чемпіоном Марокко і дворазовим володарем кубка Марокко в складі «Відада», а також дійшов до фіналу кубка Іспанії в складі «Мальорки». Як тренер довів збірну Марокко до фіналу кубка африканських націй 2004 року і привів «Відад» до перемоги в кубку Марокко.
У 1986 році Еззакі Баду був визнаний найкращим футболістом Африки, а через рік посів 8-е місце в списку найкращих воротарів світу за версією МФФІІС. У 1989 році Закі отримав трофей Самори як найкращий воротар Сегунди. У 2000 році Еззакі Баду посів 4-е місце в списку найкращих воротарів Африки XX століття за версією МФФІІС.

## Біографія

### Клубна кар'єра
Еззакі Баду почав свою футбольну кар'єру в клубі «Сале» в 1976 році. Відігравши 2 сезони, в 1978 році, Баду перейшов у «Відад» з Касабланки. Переїхавши в нове місто йому довелося жити у свого дядька, який жив дуже далеко від місця де проходили тренування, тому молодий голкіпер добирався до потрібного місця на мотоциклі. Уже в своєму першому сезоні в клубі Еззакі Баду став володарем кубка Марокко, але в чемпіонаті команда посіла лише 3-е місце. У наступному сезоні «Відад» став другим в чемпіонаті, але в кубку вилетів вже на стадії 1/8 фіналу програвши майбутньому переможцю клубу МАС. У 1981 році Баду знову став володарем кубка Марокко і в тому ж році він посів 9-е місце в списку найкращих футболістів Африки за версією «France Football». У наступні роки клубу ніяк не вдавалося виграти жоден трофей. У 1985 році воротар став 5-м серед найкращих футболістів Африки, а вже в наступному 1986 році «Відад» став чемпіоном Марокко.
Влітку 1986 року Баду переїхав в Іспанію і підписав контракт з «Мальоркою». В іспанській Прімері Еззакі Баду дебютував 31 серпня 1986 року в виїзному матчі з «Осасуною», який завершився нульовою нічиєю. В кінці року Баду був визнаний журналом «France Football» найкращим футболістом Африки. 15 лютого 1987 року Баду відстояв на нуль в матчі з мадридським «Реалом», в складі якого тоді виступали Еміліо Бутрагеньйо, Уго Санчес і Хорхе Вальдано. Всього в своєму першому сезоні в Іспанії Еззакі Баду взяв участь в 29-і матчах Приклади і пропустив в них 35 голів, тим самим він допоміг посісти «Мальорці» 6-е місце в чемпіонаті, на той момент найвище місце клубу в елітному дивізіоні Іспанії. За підсумками 1987 року Еззакі Баду посів 8-е місце в списку найкращих воротарів світу за версією МФФІІС.
У наступному сезоні Баду взяв участь в 32-х матчах чемпіонату і пропустив в них всього 31 гол, але це не допомогло клубу, який посів 18-е місце і потрапив в стикові матчі з «Ов'єдо» за право виступати в Прімері. У першому матчі на виїзді футболісти «Мальорки» поступилися з рахунком 1: 2, а в домашньому вони так і не зуміли розпечатати ворота гостей і матч завершився нульовою нічиєю. Таким чином представники Балеарських островів вилетіли до Сегунди.
Незважаючи на пропозиції від інших клубів Прімери, Баду вважав за краще залишитися в клубі. За весь сезон Баду зіграв в 28-і матчах, в яких пропустив всього 15 м'ячів. Це дозволило «Мальорці» посісти 4-е місце і знову потрапити в стикові матчі за право виступати у вищому дивізіоні, а самому Еззакі Баду отримати трофей Самори, як найкращому голкіперу сезону. У першому стиковому матчі з «Еспаньйолом» футболісти «Мальорки» програли з рахунком 0:1, але в другому матчі здобули перемогу з рахунком 2:0 і повернулися до Прімери.
Повернувшись до вищого дивізіону, Еззакі Баду видав серію з 4-х матчів на нуль. Причому в матчі 4-го туру чемпіонату він не пропустив голів в матчі з «Реалом», а через тиждень в матчі 5-го туру він знову відстояв на нуль в грі з «Барселоною». У матчі 24-го туру Баду став першим воротарем який відбив пенальті у виконанні захисника «Барселони» Рональда Кумана. У тому сезоні Еззакі Баду взяв участь в 35 матчах і пропустив лише 32 голи. Незважаючи на те, що команда пропустила найменше голів у чемпіонаті, вона посіла лише 10-е місце.
У наступному сезоні Баду продовжив виступати на високому рівні і в 32-х матчах Прімери пропустив лише 34 голи, проте «Мальорка» посіла тільки 15-е місце, на 1 очко випередивши клуби, які потрапили в стикові матчі. Незважаючи на низьке місце в чемпіонаті, успіх був на боці клубу в кубку Іспанії, де «Мальорка» вперше в своїй історії дійшла до фіналу, обігравши по шляху такі клуби як «Валенсія» і хіхонський «Спортінг». Однак, у фінальному матчі з мадридським «Атлетіко» клуб з Балеарських островів поступився з рахунком 0:1, причому єдиний гол був пропущений в додатковий час на 111-й хвилині.
Сезон 1991/92 Баду знову почав в статусі основного голкіпера, але після матчу 5-го туру з «Тенеріфе» у нього стався конфлікт з головним тренером команди Лоренсо Серра Феррером. Після цього Баду більше не виходив на поле в тому сезоні, а по його закінченні покинув клуб і повернувся назад на батьківщину.
Повернувшись в Марокко, Еззакі Баду підписав контракт з клубом ФЮС з Рабату. Відігравши в клубі ще один сезон, він вирішив завершити кар'єру гравця у віці 34-х років.
У липні 2007 року Еззакі Баду в складі збірної Африки брав участь в матчі зі збірною решти світу присвяченому Нельсону Манделі.

### Кар'єра у збірній
До складу збірної Марокко Еззакі Баду став залучатися з 1979 року. Уже в наступному році Баду був включений до складу збірної, яка завоювала бронзові медалі на Кубку африканських націй в Нігерії.
Два наступних кубка африканських націй пройшли без Марокко, але в 1984 році воротар поїхав в Лос-Анджелес на літні Олімпійські ігри. На турнірі він був основним голкіпером збірної, але марокканці не змогли вийти з групи, посівши лише 3-е місце.
У березні 1986 року Баду відправився на свій другий Кубок африканських націй, який збірна Марокко завершила на 4-му місці. А вже влітку Еззакі Баду в статусі капітана збірної відправився на другий для країни чемпіонат світу в Мексиці. У першому матчі групового етапу марокканці зіграли внічию 0:0 зі збірною Польщі. Другий матч з англійцями завершився з таким же рахунком. В останньому матчі марокканці переграли збірну Португалії з рахунком 3:1 і стали першою африканською збірною, що вийшла в 1/8 фіналу чемпіонату світу. У чвертьфіналі Марокко мав зустрітися з ФРН. Весь матч «Атлаські леви» стримували атаки німців, але в підсумку на 88-й хвилині Лотар Маттеус забив єдиний гол у матчі і відправив марокканців додому.
Через два роки Еззакі Баду взяв участь в третьому для себе Кубку африканських націй, який проходив в Марокко. Пропустивши перший матч зі збірною Заїру, голкіпер взяв участь в останніх матчах групового етапу і півфінальному матчі зі збірною Камеруну, який був програний з рахунком 0:1. У матчі за 3-тє місце Баду на полі не з'явився і марокканці поступилися алжирцям в серії післяматчевих пенальті, ставши, як і 2 роки тому, четвертими на кубку.
Наступний Кубок африканських націй пройшов без участі збірної Марокко. У 1992 році Баду востаннє відправився на розіграш кубка. Він з'явився на полі в першому матчі з камерунцями, але отримав травму і був замінений вже на 42-й хвилині матчу, цей матч став для Баду останнім у складі національної збірної. В результаті марокканці зіграли наступний матч внічию і не змогли вийти з групи.

### Тренерська кар'єра
Відразу після закінчення ігрової кар'єри Еззакі Баду почав тренерську. Першим клубом, яким він керував став ФЮС, в якому він закінчив свою кар'єру гравця. Клубом Баду керував тільки протягом сезону 1993/94, після чого покинув пост. Слідом за цим він без особливого успіху працював головним тренером «Відада», «Сале» і « Мохаммедії». У 1998 році Баду знову став головним тренером «Відада». З цим клубом він став володарем кубка Марокко і срібним призером чемпіонату Марокко. Після «Відада» Баду працював головним тренером «Кавкаба» і клубу МАС.
В середині 2002 року Еззакі Баду був призначений головним тренером збірної Марокко, змінивши на цій посаді Умберту Коелью. Контракт був підписаний до кінця квітня 2004 року. Його дебют на новій посаді відбувся в товариській грі зі збірною Люксембургу, яку марокканці виграли з рахунком 2:0. Незабаром почався відбірковий турнір до кубку африканських націй, який марокканці блискуче пройшли, перемігши в 5-ти матчах і лише одного разу зігравши внічию із загальною різницею забитих і пропущених м'ячів 10:0. Незважаючи на це, на початку 2003 року ходили чутки про те, що Баду може змінити Філіп Труссьє, але в середині року Королівська марокканська футбольна федерація спростувала ці чутки.
На турнірі марокканці потрапили в групу D разом зі збірними Нігерії, ПАР і Беніну. Набравши в 3-х матчах 7 очок, вони вийшли в чвертьфінал, в якому в додатковий час була обіграна збірна Алжиру з рахунком 3:1. У півфіналі марокканці з легкістю переграли Малі з рахунком 4:0, однак, у фінальному матчі удача відвернулася від Марокко і вони програли фінал збірної Тунісу з рахунком 1:2. Проте, газета The Guardian назвала Баду найкращим тренером турніру.
Влітку 2004 року стартував відбірковий турнір до наступного чемпіонату світу. По ходу відбору у Баду трапився конфлікт з капітаном збірної Нуреддіном Найбетом, після якого захисник вирішив завершити свою кар'єру в збірній. Марокканці до останнього боролися за потрапляння на мундіаль, але в останньому матчі вони знову не змогли обіграти збірну Тунісу і залишилися лише на 2-му місці, що давало місце тільки на наступний Кубкок африканських націй.
Після того, як збірна Марокко не змогла пройти у фінальну стадію чемпіонату світу, Еззакі Баду спочатку планував залишитися біля керма національної збірної до розіграшу кубка Африки, але потім, 17 жовтня він подав у відставку.
У березні 2006 року Баду був одним з кандидатів на пост головного тренера збірної Лівії, але в підсумку вакантне місце зайняв єгиптянин Мохсен Салех.

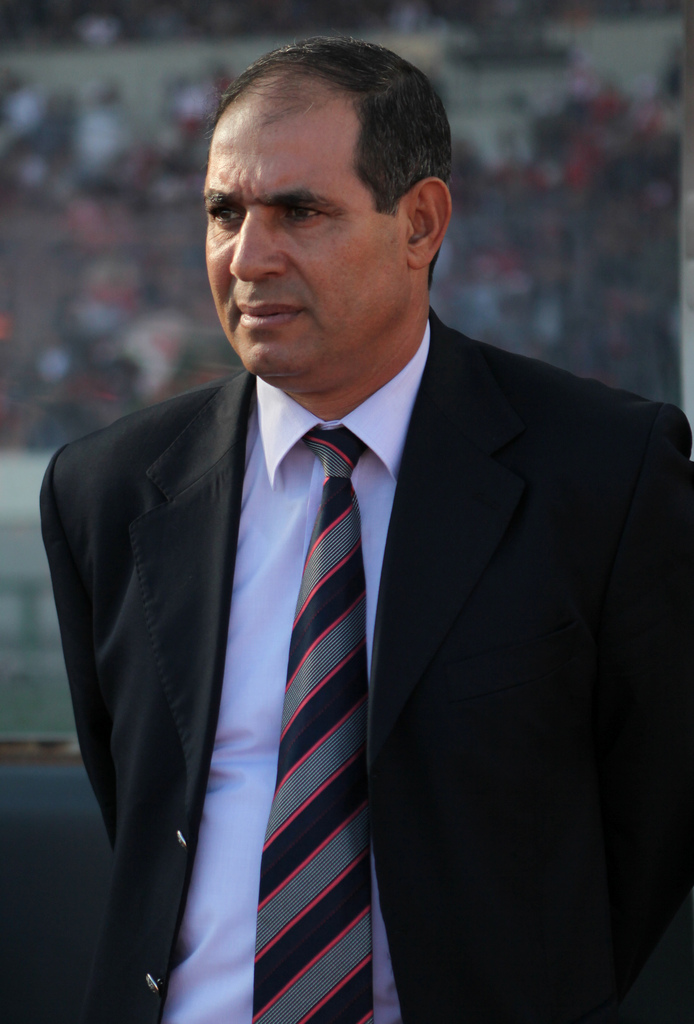
Еззакі Баду у 2009 році як тренер «Відада» (Касабланка).

Незабаром Баду став тренером «Кавкаба», але відпрацювавши один сезон, він покинув свій пост.
У 2008 році Баду знову був кандидатом на пост головного тренера національної збірної, але в підсумку він втретє став керувати «Відадом», підписавши річний контракт з можливістю продовження. В одному з матчів чемпіонату Марокко з клубом ФАР Баду, незадоволений суддівськими рішеннями, вибіг на поле і почав сварився з головним суддею матчу, незабаром до Баду підключилися його гравці, а фанати клубу почали ламати сидіння на стадіоні. За цей інцидент Еззакі Баду був оштрафований Королівською марокканською футбольною федерацією на 60 тисяч дирхамів (приблизно 7 тисяч доларів), при цьому якщо Баду зробить щось подібне ще раз, він буде дискваліфікований до кінця сезону. У тому ж сезоні Еззакі Баду довів клуб до фіналу Арабської ліги чемпіонів, який був програний туніському клуб «Есперанс» за сумою двох матчів. Влітку 2009 року у нього закінчився контракт з клубом, і ходили чутки про те, що він може очолити туніський «Етуаль дю Сахель», але незабаром Баду все-таки продовжив контракт з клубом ще на рік. На початку 2010 року він знову розглядався як кандидат на пост тренера національної збірної. 23 квітня 2010 року Баду покинув пост головного тренера «Відада», після того як з рахунком 0:1 був програно дербі Касабланки з клубом «Раджа».
У жовтні того ж року Баду очолив свій колишній клуб «Кавкаб». Але вже в березні 2011 року він пішов у відставку. А незабаром Еззакі Баду спростував чутки про те, що він може стати головним тренером збірної Ємену. Через кілька місяців клуб «Раджа», принциповий суперник «Відада», розглядав кандидатуру Баду, але керівництво клубу побоялося реакції фанатів і вирішило найняти іншого тренера. У жовтні після звільнення Мікаеля Лаудрупа Баду входив в список кандидатів на пост головного тренера його колишнього клубу «Мальорки».
Після провалу національної збірної на кубку африканських націй 2012 року Баду розкритикував Еріка Геретса і заявив, що готовий знову стати головним тренером збірної. 2 травня 2014 року знову очолив збірну Марокко. Він залишив посаду за взаємною згодою в лютому 2016 року.
2 листопада 2016 року він був призначений тренером алжирського клубу «Белуїздад», з яким виграв Кубок Алжиру 2016/17.
Наразі останнім місцем тренерської роботи був клуб «Діфаа», головним тренером команди якого Еззакі Баду був протягом 2019 року.

## Титули і досягнення

### Як гравця
- Чемпіон Марокко (1):

«Відад» (Касабланка): 1985/86
- Володар Кубка Марокко (2):

«Відад» (Касабланка): 1978/79, 1980/81
- Бронзовий призер Кубка африканських націй: 1980
- Переможець Середземноморських ігор: 1983

### Як тренера
- Чемпіон Марокко (1):

«Відад» (Касабланка): 2010
- Володар Кубка Марокко (1):

«Відад» (Касабланка): 2000
- Володар Кубка Алжиру (1):

«Белуїздад»: 2016/17
- Срібний призер Кубка африканських націй: 2004

### Особисті
- Футболіст року в Африці: 1986
- Найкращий воротар другого дивізіону чемпіонату Іспанії : 1989
- 4-е місце в списку найкращих воротарів Африки XX століття за версією МФФІІС
- 8-е місце в списку найкращих воротарів світу за версією МФФІІС : 1987

## Особисте життя
Еззакі Баду є великим шанувальником кінного спорту. У травні 2011 року він був госпіталізований, після того як отримав важку травму впавши з коня.